# 24小時也不夠
《24小時也不夠》（韓語：24시간이 모자라）為南韓歌手宣美的第一首單曲，且此單曲收錄在她半年後所發行的第一張迷你專輯《Full Moon》之中，此單曲由JYP娛樂在2013年8月26日發行。

## 發行背景
2013年8月6日，JYP娛樂對外表示宣美將在8月下旬回歸樂壇。8月11日，JYP娛樂釋出了宣美的回歸預告照，並表示宣美將於8月26日發行Solo出道單曲，且將於8月22日進行首場回歸舞台。14日，JYP釋出了第一部音樂錄影帶預告，在預告當中宣美與時鐘對視，彷彿進入回憶般，而在背景音樂的部分則只有曲名「24小時也不夠」。17日，JYP娛樂釋出了第二部音樂錄影帶預告，在預告當中釋出了更多部分的完整音軌，也展現了舞蹈的性感。在回歸前夕，宣美寫了一封手寫信給Wonder Girls的粉絲，表示想對粉絲展現嶄新的自己，而即將回歸樂壇的宣美為了此次的活動進行了增重。

## 舞蹈

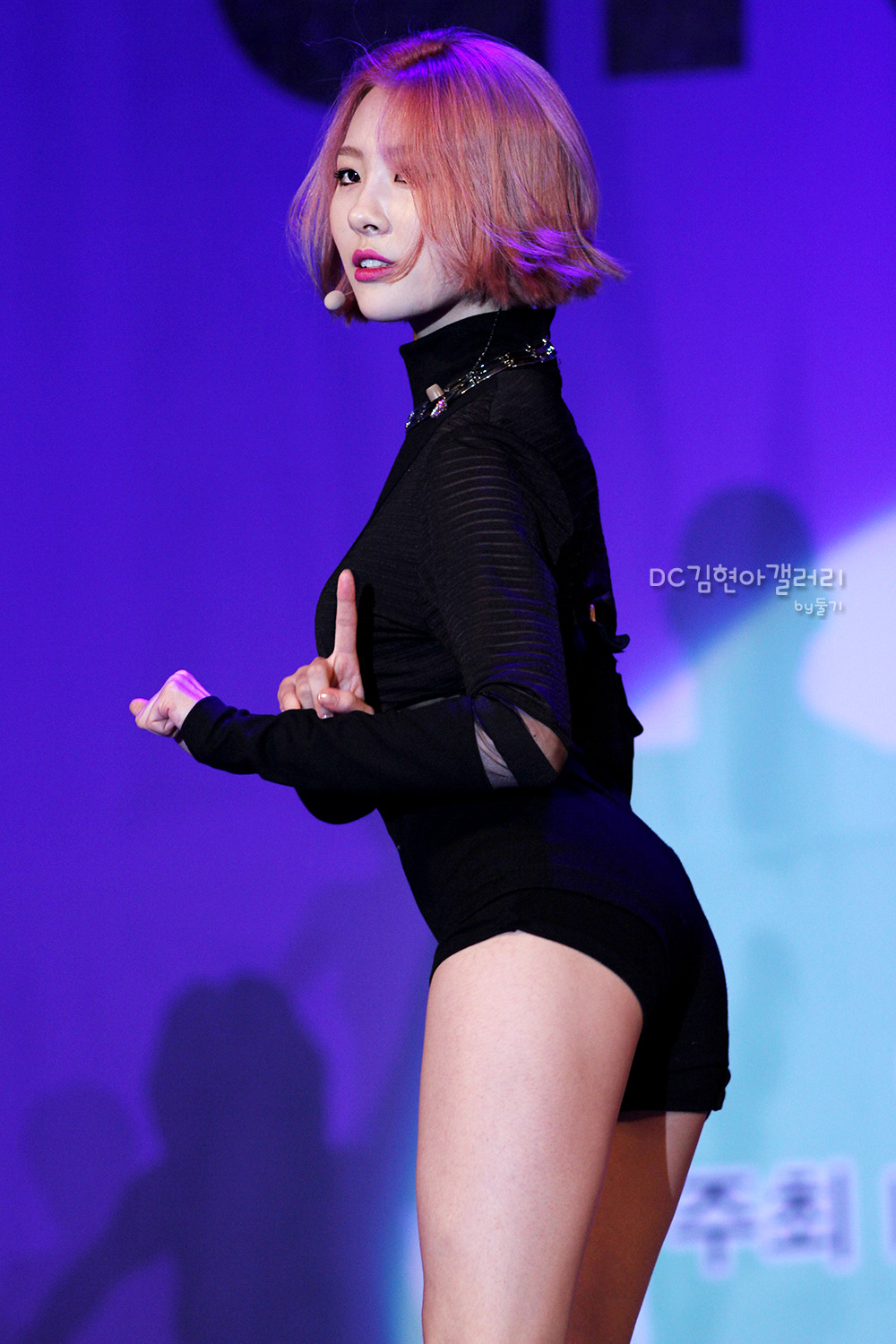
2013年9月29日，宣美在「綠絲帶馬拉松希望演唱會」進行〈24小時也不夠〉的舞台

宣美在〈24小時也不夠〉的舞台當中以赤腳進行，引起許多媒體與粉絲議論。宣美對此表示原先舞台設計有穿高跟鞋，但編舞中有一部份是需要站在男伴舞的大腿上，因而赤腳進行舞台藉此保護舞者的安全。而在半年後，宣美攜新曲〈Full Moon〉回歸樂壇時亦是進行赤腳的舞蹈編排，而宣美在受訪時表示腳踝原本就不太好，反而赤腳會感到更舒服。
宣美在2015年回歸Wonder Girls之後，與其他成員一同參與《一週的偶像》的錄製時，教導其他成員〈24小時也不夠〉的舞蹈。

## 音樂錄影帶
在音樂錄影帶的預告發布後，宣美透過媒體對外表示此次音樂作品是採用「由女孩轉變為女人」作為核心概念。在音樂錄影帶的預告照發布之後，JYP娛樂製作人朴軫永表示這張預告照要營造一種「看似成熟的少女」的概念，因此不讓宣美夾眼睫毛並化淡妝。在音樂錄影帶製作當中，背景色以紅色系為主，在音樂錄影帶的時間軸之中是在闡述一個愛情故事。
在音樂錄影帶開始時，宣美以嚴肅的表情蜷縮在床上，背景音樂是時鐘在運轉的聲音。受到婑斌的建議，宣美在音樂錄影帶進行音樂間奏的時候採用「黑天鵝」的變裝。在變裝之後，音樂錄影帶採用倒轉的手法繞回一開始的場景。

## 排行榜
8月26日，在〈24小時也不夠〉釋出音源後，迅速在韓國多音、Mnet、Naver Music、Melon、Soribada、Olleh Music和Bugs等音源排行榜獲得實時榜第一名。
| 榜單名稱（2013年）           | 最高排名 |
| ---------------------------- | -------- |
| Gaon数字榜                   | 2        |
| Gaon每週流動榜               | 4        |
| Gaon單曲下載榜               | 2        |
| Billboard韓國K-pop百強單曲榜 | 3        |

## 批評與反應

### 批評
宣美在MNET音樂節目《M Countdown》進行首個音樂舞台後，網友批評韓國電視台分級制度有兩套標準，更要求宣美應向泫雅學習。

### 反應
在OSEN的新聞報導指出，音樂錄影帶展現了JYP娛樂製作人朴軫永所創造的性感，讓觀眾忽視了音樂錄影帶的時間與空間。宣美受到《GQ》採訪時表示：「當在進行《24小時也不夠》的舞蹈時，會忘記現場的攝影機存在，並非是為了完美的姿勢，而是一遍又一遍的讓心情融入到舞蹈之中。」。